# Egér (számítástechnika)
A számítógépes egér (röviden egér) kézi mutatóeszköz számítógépekhez, egy kis, kézhezálló tárgy egy vagy több gombbal. Az egér belsejében található érzékelő felismeri és továbbítja a számítógép felé az egér mozgását egy sima felületen. Az egér mozgatása többnyire a számítógép megjelenítő perifériáján, a monitor képernyőjén megjelenő egérmutató (általában nyíl, ritkábban programozott grafikus jel) helyzetét befolyásolja, azaz a kurzort vagy helyzetjelölőt újrapozicionálja. Az egér gombjainak használatát kattintásnak vagy klikkelésnek nevezik, illetve, ha van görgő, akkor annak használatát görgetésnek. Az egér a billentyűzet mellett a személyi számítógép egyik legfontosabb beviteli eszköze. Többféle típusa van: mechanikus, görgős, hanyattegér, infra- vagy optikai és lézertechnikával működő.
Az egér név onnan ered, hogy az első ilyen eszközök alakja a csatlakozó kábellel együtt emlékeztetett az egér nevű rágcsálóra.

## Története
Az egér ötlete Douglas Engelbarttól ered, aki a Stanford Kutatóintézetben 1963-ban egy használhatósági teszt során végzett kutatás keretében vetette fel. Eleinte „bogárnak” hívták, de ezt hamar elnyomta a sokkal jellemzőbb „egér” kifejezés. Ez egyike volt azoknak a mutatóeszközöknek, melyeket Engelbart egy NLS nevű szoftver és hardver rendszer keretében fejlesztett. A többi eszköz a test más jellegű mozgásaira reagált – például egy, az állra és orra szerelhető eszköz a fej mozgását követte –, de végül az egér győzött az egyszerűsége és kényelmes használhatósága miatt.
Az első egér még ormótlan volt, és két, egymásra merőleges fogaskereket használt, melyek forgása megfelelt az adott tengely mentén való elmozdulásnak. Engelbart 1970-ben szabadalmaztatta az eszközt az US3541541 alatt mint „X-Y Pozíciójelző képernyős rendszerekhez”. Ebben az időben még Engelbart elképzelése az volt, hogy a felhasználó folyamatosan egyik kezében tartja az egeret, míg a másik kezével egy kis méretű billentyűzeten írhat.

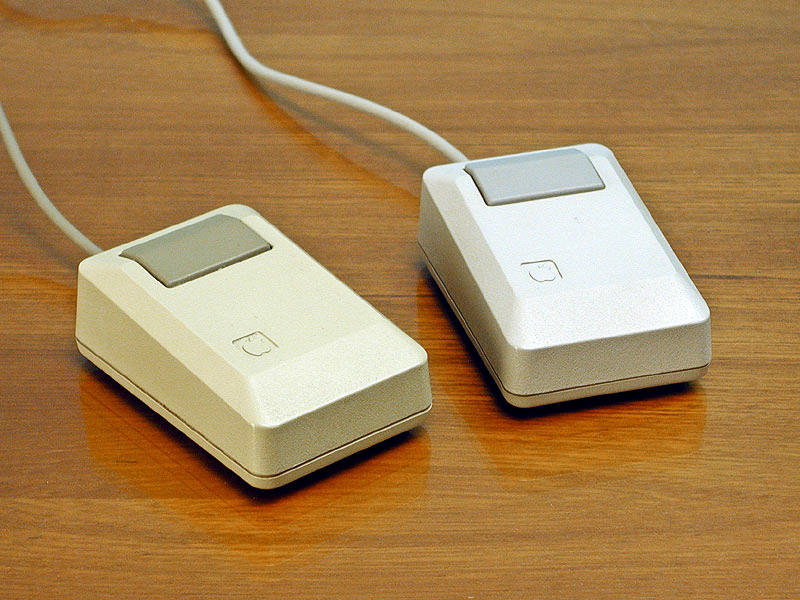
Apple Macintosh Plus egerek 1986-ban

Az egér későbbi változata, melyet Bill English talált ki a Xerox PARC-nál, már egy tömör golyót használt a fogaskerekek helyett, mely bármilyen irányban tudott mozogni. A golyó mozgásait két, az egér belsejében elhelyezett tengely észlelte. Az elnevezés utáni kifejezés nagyon szellemesen utal az eszköz működési elvére. Elképzelhetjük úgy, mintha az egeret a hátára fordítottuk volna, és nem az eszközt mozgatjuk, hanem a golyót forgatjuk. Itt is a fő alkotóelem a golyó, mely a mechanikai elmozdulást adja át 2 görgőnek. Ezek végén tárcsa található, melynek nyílásai 1 optikai adó és vevő előtt haladnak el. Ez a kimenetén 1 impulzussal jelzi, hogy 1 rés haladt el előtte. Ha 2-2 ilyen kapunk van, akkor segítségükkel meg tudjuk határozni a mozgatás irányát, sebességét és egy kezdőponthoz viszonyított helyzetét is.
Ez az eljárás lett végül a domináns a személyi számítógépeken 1980 és 1990 között. A Xerox PARC az egér mellé már egy teljes méretű QWERTY billentyűzetet ajánlott, melynél az egeret csak akkor használjuk, amikor szükséges.
A modern egerek az École Polytechnique Fédérale de Lausanne (EPFL) munkatársától, Jean-Daniel Nicoud professzortól származnak, aki André Guignard mérnökkel közösen alkotta meg. Az EPFL mellett megalakult Logitech készítette az első népszerű egereket.

## Mechanikus egerek

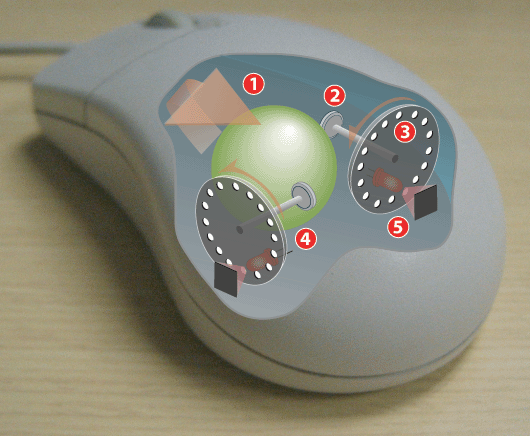
Egy mechanikus egér részei:
1 golyó
2 Az X és Y irányú hengerek
3 Fényáteresztő résekkel rendelkező korongok
4 Az optocsatolók infravörös LED-jei
5 Az optocsatolók fényérzékelői

A mechanikus letapogatású egér mozgásérzékelése:
- Az egér mozgatása elforgatja az 1 golyót.
- Az egymásra merőlegesen elhelyezett 2 hengerek helyén tartják a golyót, és továbbítják a mozgását a
- 3 fényáteresztő résekkel rendelkező korongoknak.
- Az optocsatolók 4 jelű infravörös LEDjei átvilágítanak a hozzájuk tartozó korongok résein.
- Bármely korong elfordulásakor a rajta lévő rések átengedik a hozzá tartozó 4 LED fényét, míg a rések közötti fogak nem. Végeredményben az egér elmozdulása fényimpulzusok sorozatává változik, mégpedig annál több fényimpulzus keletkezik, minél nagyobb az egér által megtett út. A mechanikus egerek által még feldolgozható legkisebb elmozdulás értéke 1/200-ad inch, ami 0,127 mm-nek felel meg.[1]
- Az optocsatolók 5 jelű fényérzékeny szenzorai érzékelik a fényimpulzusokat és elektromos jelekké alakítják.
- Az elektromos jeleket a képen nem jelölt elektronika dolgozza fel és továbbítja a számítógép felé. Ugyancsak ez az elektronika dolgozza fel az egérgombok lenyomását, továbbá soros vonali kommunikáció esetén ez az áramkör állítja elő az egér tápfeszültségét is a gép által küldött kommunikációs jelekből.

### Hanyattegerek

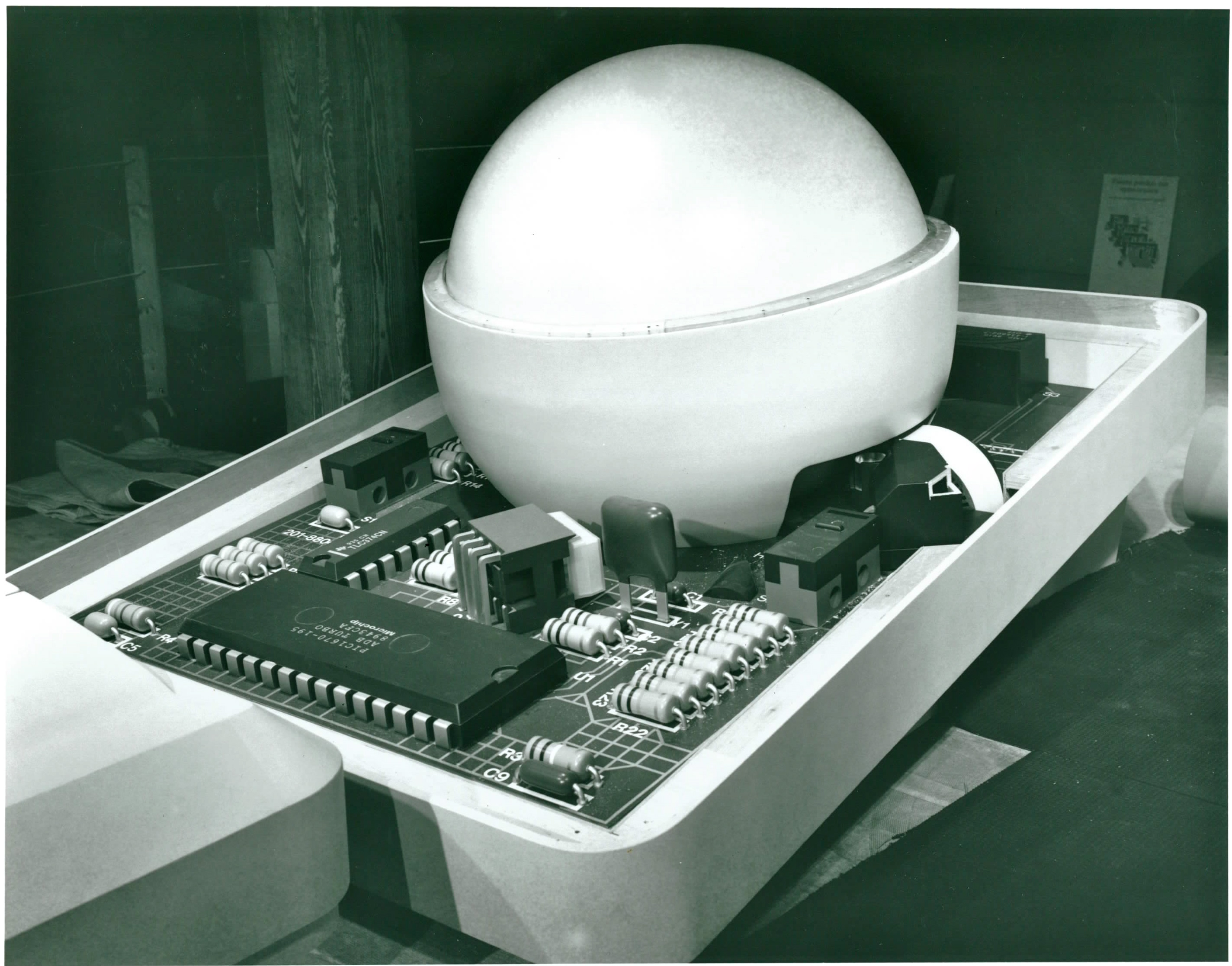
Egy hanyattegér belső szerkezete és rögzített golyója

A hanyattegerek működési elve tökéletesen megegyezik a hagyományos, sík és tiszta felületen használatos, mechanikus, golyós egerekével, azzal a különbséggel, hogy a golyót (trackball) nem az egér talpába, hanem a tetejébe építik, melyet a hüvelykujjunkkal tudunk forgatni. A golyó így rögzítve van. A hanyattegér mérete nagyobb, formája átalakult a szabványos kézi mutatóeszközhöz, a síkfelületen mozgatható és az egérmutatót pozicionáló egérhez képest.

## Egéralátét, egérpad

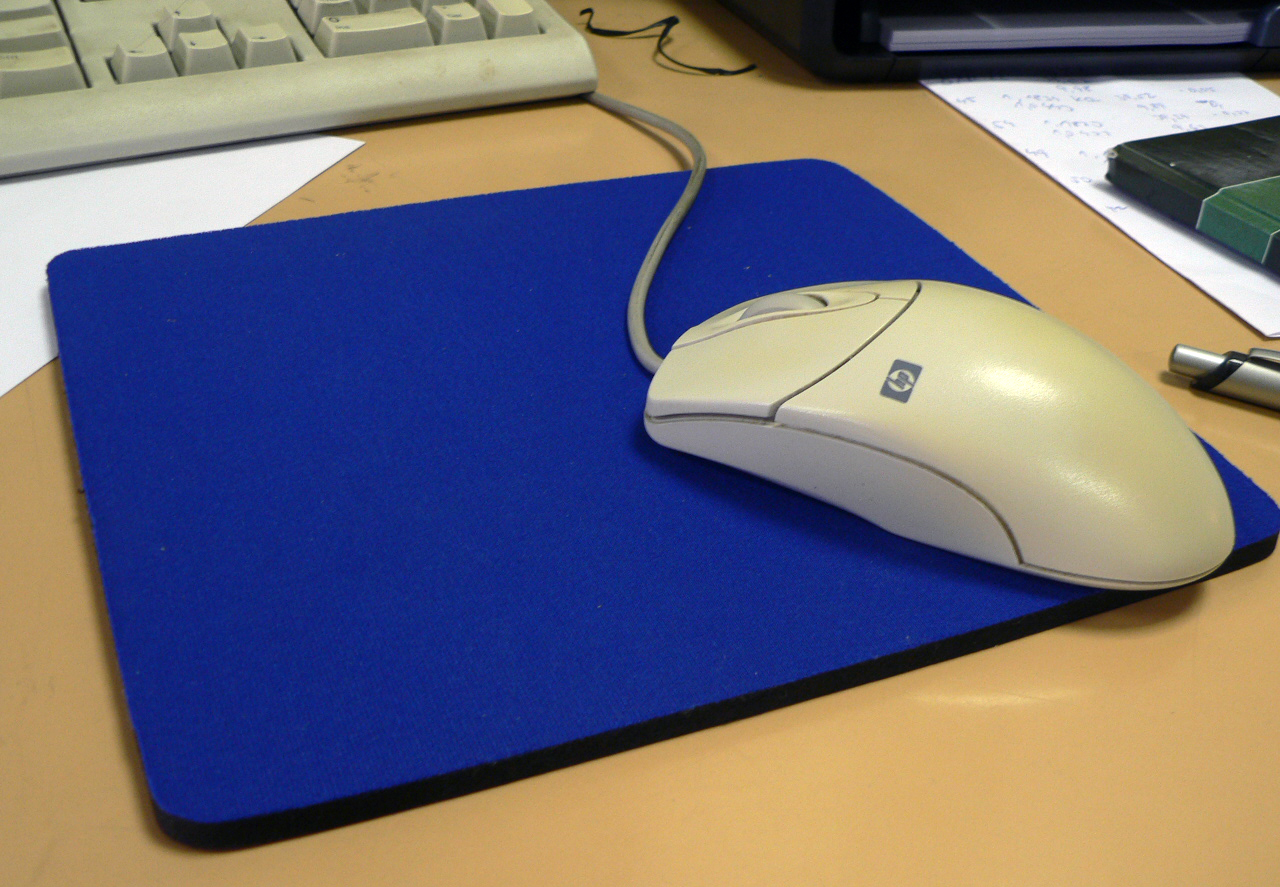
Mechanikus egér kék színű egéralátéttel

A mechanikus (görgős) letapogatású egerek érzékenyek voltak a szennyeződésre és az egér alatti felület minőségére. A felhasználók komfortérzetének növelésére, valamint az egér sebességének és működésének megbízhatóbbá tétele végett vékony (néhány mm vastagságú), vászonborítású gumilapot, úgynevezett egéralátétet (ismert még: egérpad néven is) használtak a mechanikus letapogatású egerek alatt. Az újabb kialakítású egerek nem igénylik az egérpad jelenlétét.

## Optikai egerek

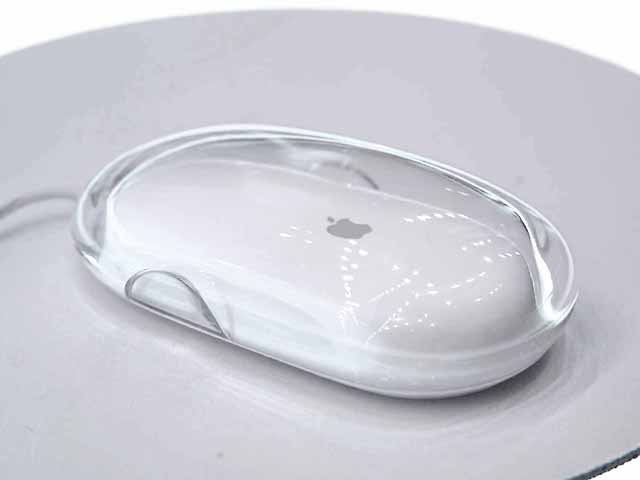
Egygombos Apple mouse Pro egér

Egy másik fejlesztési vonalon az optikai egér a mozgásokat egy optikai szenzor segítségével ismerte fel, mely egy fénykibocsátó diódát használt a megvilágításhoz. Az első optikai egerek a Mouse Systems Corporationnél dolgozó Steve Kirsch-től erednek, ezeket még csak egy speciális fémes egérpadon lehetett használni, melyre kék és szürke vonalak hálója volt felfestve. Miután a számítógépes eszközök egyre olcsóbbak lettek, lehetőség nyílt egy sokkal pontosabb képelemző chip beépítésére is az egérbe, melynek segítségével az egér mozgását már szinte bármilyen felületen érzékelni lehetett, így többé nem volt szükség speciális egérpadra. Ez a fejlesztés megnyitotta a lehetőséget az optikai egerek elterjedése előtt.
A modern optikai egerek egy reflexszenzor segítségével sorozatos képeket készítenek az egér alatti területről. A képek közötti eltérést egy képelemző chip dolgozza fel, és az eredményt a két tengelyhez viszonyított elmozdulássá alakítja. Például az Agilent Technologies ADNS-2610 optikai szenzora másodpercenként 1512 képet elemez; mindegyik kép 18×18 pixeles, és minden pixel 64 szürkeárnyalatot tartalmazhat.
Az optikai egér előnye a mechanikussal szemben a nagyobb pontosság, kevesebb alkatrész és a koszolódás kiküszöbölése (a mechanikus egérben lévő golyót és a nekitámaszkodó hengereket a használhatóság érdekében rendszeresen tisztítani kell).

### Gamer egerek
Az irodai egereknél jobb minőségű, ún. gamer egereket főleg játékokhoz használják, mivel jobb tulajdonságokkal bírnak hagyományos társaiknál: aranyozott USB-csatlakozó, nagy APM (Actions Per Minute, másodpercenkénti felhasználói műveletek száma) megfelelő kiszolgálása, nagy DPI (dots per inch), teflontalpak. Míg a hagyományos egerek 2-3 ezer forint körüli összegbe kerülnek, a gamer egerek árának alsó határa 10 ezer forint körül van. Az ilyen modernebb egerekhez szintén magasabb árakon külön egérpadot is lehet kapni, melynek néha meglehetősen nagy a mérete a még szabadabb mozgatás érdekében. Anyaga, felszíne lehet vászon, de akár nemesfémek is. Ezen használva az egér előnyösebben mozog és könnyebb vele végrehajtani a gyors reakcióidőt megkövetelő feladatokat. Ezek az egerek azoknak ideálisak, akik idejük jelentős részét számítógépes játékokra fordítják. Használata teljesen felesleges a normál számítógépes felhasználás területén. 

## Hörcsögök
A vezeték nélküli egeret anatómiailag helytelen egérnek nevezni, ezért szórványosan megjelenik a „hörcsög” (hamster) elnevezés, már az 1990-es évek végéről (mivel a hörcsögnek nincs farka). Egyes cégek hörcsögnek nevezik a vezeték nélküli egereiket, például Logitech Hamster. 2018-ban petíció indult, hogy egyetemesen átnevezzék ezeket hörcsögnek,[vitatott] és ezt Elon Musk is támogatta.

## Egérgombok

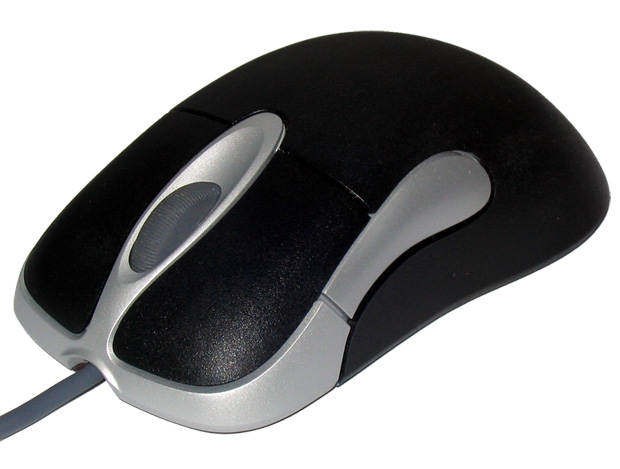
Egy öt gombos Microsoft IntelliMouse egér

A mozgásérzékeléshez képest az egér gombjai igen keveset változtak az idők során, többnyire csak méretben, számban és elhelyezésben. Engelbart első egerén még csak egyetlen gomb volt, ez viszont hamar háromra szaporodott. A kereskedelmi egerek többnyire egy, két, vagy három gombbal rendelkeznek, bár az 1990-es évek végén már öt vagy több gombos egerek is megjelentek. Az egérgombok közös jellemzője, hogy lenyomásuk mikrokapcsolót működtet, amelyet az egérben lévő elektronika érzékel.
A legnépszerűbbek a kétgombos egerek, melyek között egy forgatható gomb is van. A második (többnyire jobb oldali) gomb leggyakoribb funkciója a helyi, felugró menü előhívása egy felületen, mely arra az elemre tartalmaz gyakori műveleteket, parancsokat, amely fölött az egérrel kattintottunk.
A harmadik, általában középső gombot gyakran használják egy népszerű, fontosabb parancs vagy makró kiadására. Az X Window rendszerben a középső kattintás megfelel a vágólapról való beillesztésnek az egér pozíciójára. A középső gombot sokszor használják pótgombként olyan parancs kiadására, mely egyébként nehezen érhető el.

### További gombok
Speciálisabb egerek néha öt vagy még több gombbal rendelkeznek. A felhasználó igényeihez igazodva ezek a gombok széles körű feladatokat láthatnak el, például lapozhatunk velük a böngészőkben előre és hátra, elindíthatunk általunk előre megadott programokat vagy egy adott programban különféle parancsokat adhatunk ki velük. A sokgombos egerek legnagyobb előnye a számítógépes játékok területén nyilvánul meg, ahol a játékos gyorsan elérheti a játék egyes műveleteit, de grafikus tervezőprogramokban is hasznos lehet a könnyen elérhető gombok használata. Egyes modellekbe a görgő és a bal egérgomb közé egy "duplakatt" gombot is szerelnek be

### Görgők

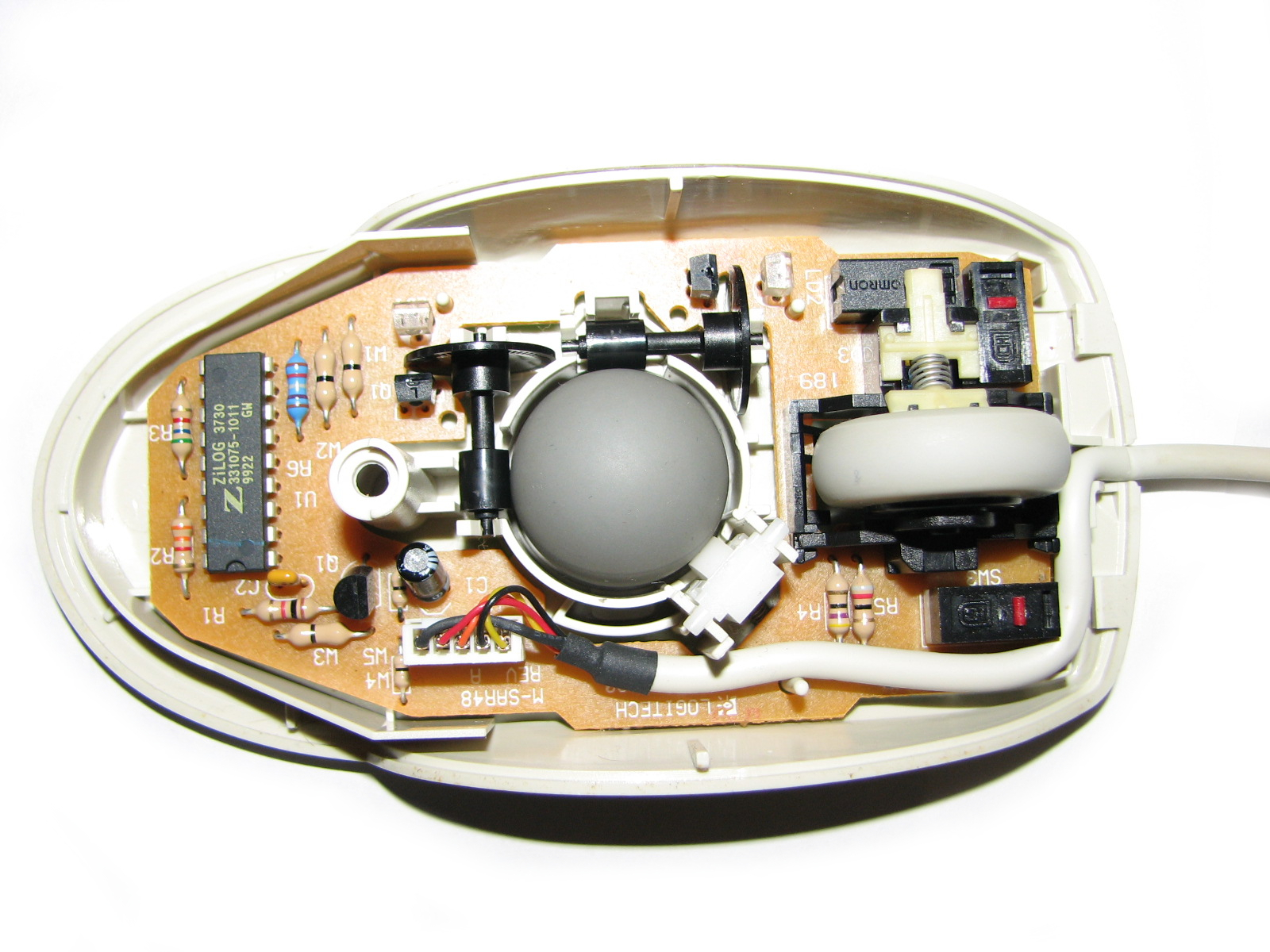
Logitech gyártmányú mechanikus, háromgombos egér belseje (A középső gomb görgőként is funkcionál.).

Az egerek története során az egyik nagy újítás a görgő bevezetése volt, mely egy kis méretű, forgatható henger, párhuzamosan elhelyezkedve az egér vonalával. A görgőt „fel” és „le” forgathatjuk, mely azonnali egydimenziós (általában függőleges) mozgást eredményez az egér által mutatott területen. Ezt a módszert sokszor használják lapozásra az ablakokban, különösen hasznos a hosszú dokumentumok olvasásakor. A görgővel általában kattintani is lehet, így az harmadik (középső) egérgombként is funkcionálhat. Egyes újabb egérmodellek támogatják a vízszintes görgetést is egy kiegészítő görgővel; más modellek a görgő helyett egy kétrészes gombot alkalmaznak, melynek a felső, illetve alsó részére való kattintás jelenti az adott irányba történő lapozást.
Egyes alkalmazásokban a görgőt nagyításhoz is lehet használni, ha a görgetés közben lenyomjuk a Control gombot a billentyűzeten. Ilyen alkalmazások, melyet ezt a funkciót használják a Microsoft Word, az Internet Explorer, a Firefox vagy az Opera.

## Csatlakozás a számítógéphez
Mint minden beviteli eszköznek, az egérnek is kapcsolódnia kell valamilyen módon a számítógéphez, hogy a beolvasott pozíció adatait átküldhesse. Általában az egerek egy hajlékony és vékony elektromos kábelt használnak erre a célra, mely RS-232, ADB, PS/2 vagy USB interfészen keresztül kapcsolódik a számítógéphez. A vezeték nélküli egerek az adatokat többnyire Bluetooth, Wi-Fi vagy infravörös sugárzás segítségével küldik át.

## Az egér programozása
Az egér programozását számos magas szintű programnyelv támogatja, mint például a BASIC, Pascal vagy a C-nyelv. Ezenkívül az operációs rendszerek is támogatják. Például MS-DOS alatt az egérfunkciók az int 33h programmegszakítás különböző alfunkcióin át érhetőek el

## Műveletek

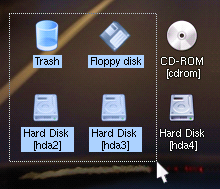
Több ikon kijelölése KDE grafikus felületen

A képernyőn található kurzor mozgatása mellett az egérrel még számos más műveletet is el lehet végezni. A legfontosabb ezek közül a kattintás, melyhez az egér egyik gombját kell lenyomni és felengedni. A kattintás többnyire a grafikus felhasználó felületen generál egy műveletet, például megnyom egy grafikus gombot. Egy speciális kattintás a dupla kattintás, melyhez az egér gombját kétszer kell lenyomni gyors egymásutánban.
Az egérrel egérmozdulatok is végezhetőek. Ezek olyan speciális mozgások az egérrel, melyet az adott szoftver értelmez és különböző parancsokká alakít. A leggyakoribb ezek közül az átmozgatás, melyet a legtöbb alkalmazás ismer. Hasonlóan gyakori egy szövegrész egérrel való kijelölése: ennek során az általunk megjelölni kívánt szöveg elején lenyomjuk és lenyomva tartjuk az egér bal oldali gombját, majd az egér mozgatásával mintegy „lefestjük” a kijelölendő szöveget. Kijelölés után a kijelölt területtel (ami lehet grafikus terület is) különféle műveletek végezhetők: például másolás, kivágás, áthelyezés, többnyire az egér jobb gombjával előbukkanó helyi menüből kiválasztva a funkciót. A többi egérmozdulatot csak néhány helyen használhatjuk, például a webböngészőkben, és a megvalósításuk is eltérő lehet.
Bár a legtöbb operációs rendszer lehetőséget ad az egérmozgatás és a képernyőn való kurzormozgás sebességének összehangolására (vagyis annak beállítására, hogy adott egérmozgásnak mekkora kurzor elmozdulás feleljen meg) a sebesség ilyen beállításának azonban korlátai vannak, amelyek elsősorban a nagyméretű képernyőn végzett aprólékos munka esetén jelentkeznek (például tervezőprogramok használata esetén). Ha a kurzor túlságosan lassan mozdul az egér hatására, akkor használójának „kaszálnia” kell az egérrel, ahhoz, hogy a képernyő két ellentétes pontját elérje. Túl gyorsan reagáló kurzor esetén viszont nehéz az aprólékos mozgások megvalósítása (például két vagy több közeli rajzelem közül egy kiválasztása). A probléma megoldására számos gyártó (NUMONICS, Logitech, Microsoft és sokan mások) olyan készülékmeghajtó programot készítettek, amelyet ballisztikus egér néven forgalmaztak. Az eljárás lényege, hogy az egér lassú mozgatására a képernyőkurzor alig mozdul, ám az egér gyors, hirtelen (rövid) mozdulatára is nagy távolságot tesz meg a kurzor, azaz az egérmozgás és a kurzormozgás közötti arány automatikusan változik, sebességfüggő. Létezik olyan egér is, amelynek oldalán külön gomb megnyomásával lehet aktiválni vagy kikapcsolni a ballisztikus funkciót.

## Az egér hátrányai
Az egér a kéz meghosszabbításaként a síkban úgy mozog, ahogy a képernyőn a szemmel követett kurzort akarjuk mozgatni. Mivel a képernyők felépítése, tartalma igen változatos, az azon való kurzormozgatás hasonlóképpen, az egérrel végzett mozdulatok nem memorizálhatók és nem köthetők össze a képernyőn végzett műveletek sorrendjével és/vagy eredményével. Más szóval a motorikus készség nem kapcsolódik, nem koordinálódik össze az észlelési, gondolkodási műveletekkel – ami egyébként normális velejárója az emberi megismerésnek és tanulásnak.
Tehát míg a billentyűzeten végrehajtott leütések memorizálhatók voltak, és esetleg egy program utasításainak vagy egy adatlap kitöltése során vakon is lehetett tájékozódni, az egér szabadsága ezt a tanulást segítő, a manuális készség és az emlékezetet bővítő szellemi munka koordinációját, összerendezett, összekapcsolt működési lehetőséget megszüntette, a látvány nélküli pontos célzást (cselekvéssor-összekapcsolást) lehetetlenné tette.
Hátrányként említhetők az egér fogása, mozgatása és a kattintások miatt kialakuló ujj-, csukló- és kézfájdalmak is.